# London Street
London Street es una serie de televisión española de 2003, de la cual Antena 3 emitió solo tres primeros capítulos debido a su mala aceptación entre la audiencia. Posteriormente se emitió íntegra (13 capítulos) en Neox y otros canales como 8madrid.

## Argumento
La serie trata sobre las experiencias de Fernando, un estudiante, que viaja a Londres para aprender inglés y desenvolverse en la vida.  En la capital de Reino Unido conocía a un grupo de españoles instalados hace tiempo: Nuria, Ajo, Paco y Balbino.

## Reparto
- Fernando Ramallo	como Fernando.
- Paula Echevarría	como Nuria.
- Daniel Guzmán como Paco.
- Carlos Larrañaga
- Kim Manning como Mrs. Robinson.
- Manuel Manquiña como Balbino.
- Luis Merlo	como Adolfo.
- Ana Álvarez como Ajo.
- Norma Duval como Elvira.
- Carlos Sobera

## Audiencias
Los dos primeros capítulos se emitieron el día del estreno: el episodio de presentación fue visto por 2.630.000 espectadores (14,9% de cuota de pantalla) y el segundo por 1.292.000 (13,2%). La cadena que gestiona Admira decidió trasladarla al viernes.
El tercer capítulo se emitió diez días después, con 1.442.000 espectadores y un 9,2% de cuota de pantalla.